# Диего-Гарсия
Диего-Гарсия (англ. Diego Garcia) — крупнейший остров-атолл архипелага Чагос в Индийском океане, находящегося в 1600 км южнее Индостана и в 1200 км южнее Мальдив. Население острова составляют британские и американские военные (около 3 тысяч военнослужащих). Всё местное население было принудительно депортировано в период с 1966 по 1973 год на Маврикий и Сейшелы.
3 октября 2024 года между Великобританией и Маврикием достигнуто политическое соглашение о передаче архипелага Чагос под суверенитет Маврикия. 22 мая 2025 года Великобритания и Маврикий подписали соглашение о передаче суверенитета над архипелагом Чагос, включая остров Диего-Гарсия, Маврикию. Согласно договору Великобритания возьмёт остров Диего-Гарсия в аренду сроком на 99 лет с даты подписания договора, и будет выплачивать Маврикию в среднем 101 миллион фунтов стерлингов в год в течение срока аренды. Договор вступит в силу в первый день первого месяца, следующего за датой обмена ратификационными нотами, которыми Стороны уведомят друг друга о выполнении ими всех внутренних требований и ратификационных процедур.

## География

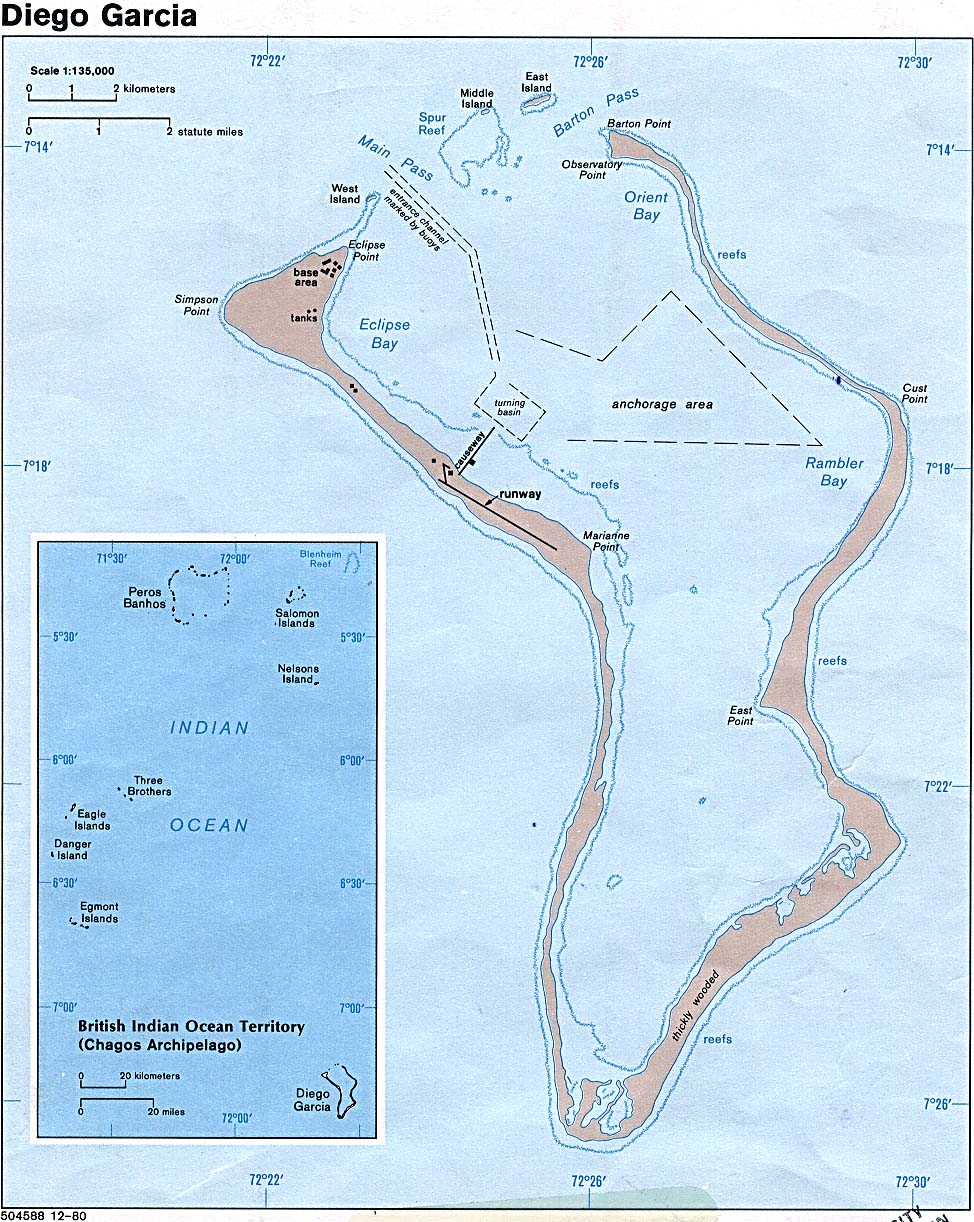
Карта атолла Диего-Гарсия
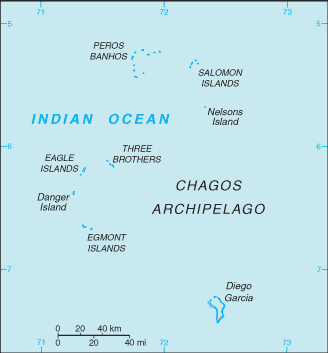
Карта архипелага Чагос
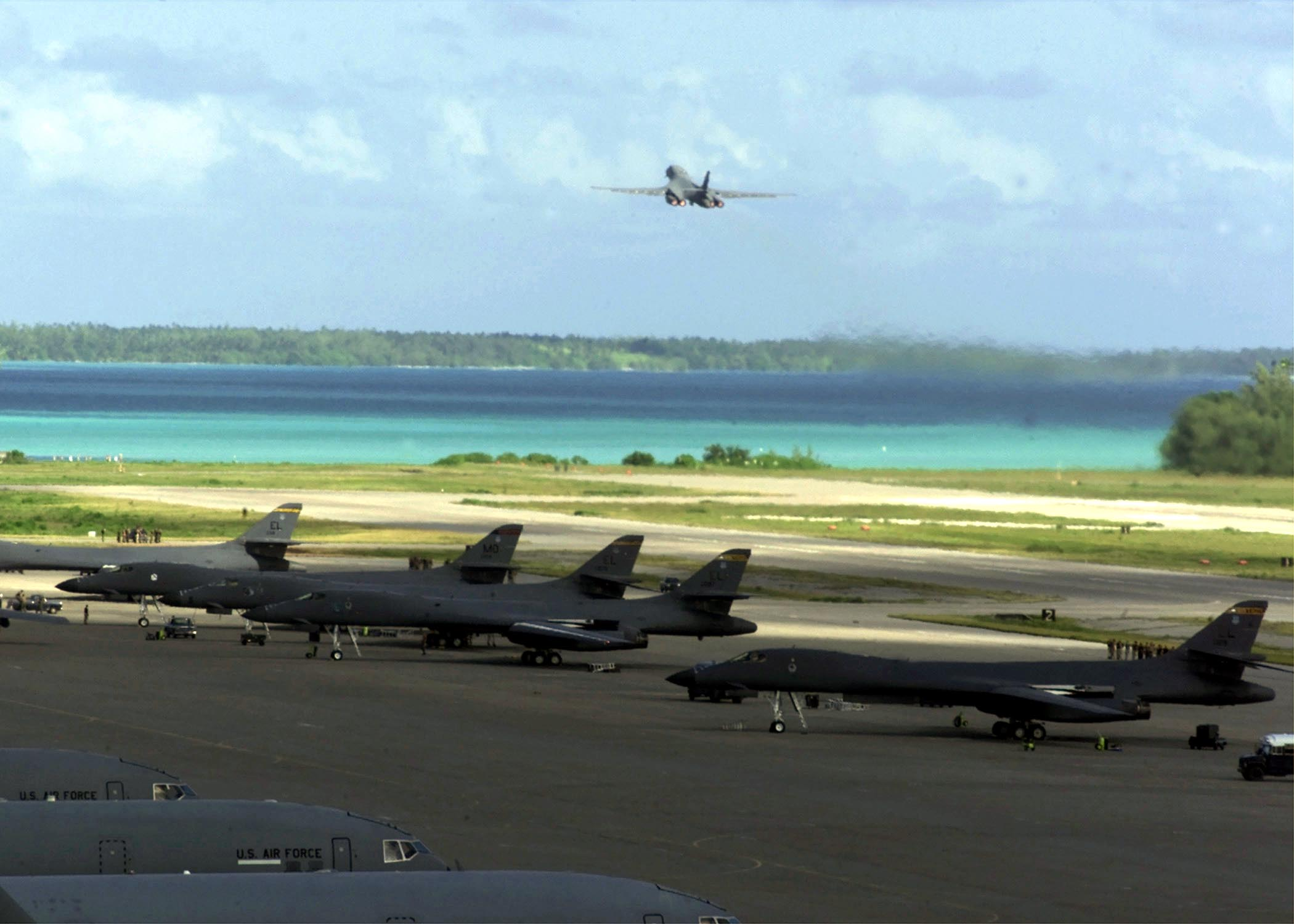
Бомбардировщик Rockwell B-1 в Диего-Гарсии в 2001 году

Остров площадью около 27 км² представляет собой лагуну, окружённую узкой полосой надводных коралловых рифов. Диего-Гарсия имеет длину около 60 км, максимальная высота — около 7 метров над уровнем моря.
Атолл состоит из четырёх островов. Самый большой из них — остров Диего-Гарсия. Кроме этого острова в атолл входят маленькие островки:
1. Западный остров (West Island) — 3,4 га,
2. Средний остров (Middle Island) — 6 га,
3. Восточный остров (East Island) — 11,75 га.

На острове произрастает кокосовая пальма. Климат Диего-Гарсия влажный, жаркий и ветреный. Максимальная температура воздуха 36,2 °С, минимальная — 14,6 °С. В год в среднем на острове выпадает около 2600 мм осадков.

## История
Остров открыл знаменитый мореплаватель Васко да Гама в начале XVI века. Как и весь архипелаг Чагос, Диего-Гарсия принадлежал сначала Франции, а позже — Великобритании. Первыми жителями острова были французы, основавшие первое поселение в 1785 году. С 1810 года на острове поселились британцы.
В XIX веке французы, а затем британцы стали основывать на острове кокосовые плантации, для работы на которых завозили рабов из Африки. Потомки этих рабов в 1960—1970-х годы были принудительно выселены с острова.
В 1965 году Маврикий уступил Великобритании контроль над архипелагом Чагос (включая Диего-Гарсию) в обмен на 3 млн фунтов стерлингов. Несмотря на возражения ООН насчёт британского контроля над архипелагом, в 1966 году Лондон сдал в аренду остров Диего-Гарсия Соединённым Штатам на пятьдесят лет. США создали военную базу на острове, в том числе способную принять большое количество военных кораблей и аэродром для обслуживания Boeing B-52 Stratofortress.
С 1973 года на острове находится действующая крупная военная база США.
В 2000 году Верховный суд Англии подтвердил, что выселение было незаконным, и что бывшие жители острова имеют право вернуться туда. Практически сразу Великобритания известила, что это будет невозможно по причинам наличия договора с США. В 2004 году правительство Великобритании издало два указа, запрещающих бывшим жителям атолла когда-либо вернуться на него.
22 июня 2017 года Генеральная Ассамблея Организации Объединенных Наций (ГА ООН) проголосовала за то, чтобы передать территориальный спор между Маврикием и Великобританией в Международный Суд (МС) в целях разъяснения правового статуса островов архипелага Чагос в Индийском океане. Предложение было одобрено большинством голосов 94 против 15.
В феврале 2019 года Международный суд ООН обязал Великобританию передать контроль над группой островов Чагос в Индийском океане государству Маврикий и «завершить деколонизацию территории с учётом реализации права жителей на самоопределение», признав «незаконным» в 1965 году отделение островов и их включение в британскую территорию в Индийском океане.